# Corcovado nationalpark, Costa Rica
Corcovado nationalpark (spanska: Parque Nacional Corcovado) är en nationalpark på Osahalvön i sydvästra Costa Rica, som utgör en del av Osa naturvårdsområde. Den instiftades den 24 oktober 1975 och omfattar 425 km². Den anses allmänt som kronjuvelen i det omfattande systemet med nationalparker och biologiska reservat spridda över landet. Den ekologiska mångfalden är ganska slående. National Geographic har kallat den "den biologiskt mest intensiva platsen på jorden i termer av biologisk mångfald". Parken är inte bara en populär park för tropiska ekologer, en besökare kan också se en mängd vilda djur. Man ska dock komma väl förberedd (se nedan).
Sedan 30 januari 2003 är nationalparken tillsammans med Isla del Caño uppsatt på Costa Ricas tentativa världsarvslista.

## Flora och fauna
Parken har den största naturskogen längs den amerikanska stillahavskusten och en av de få återstående tropiska låglandsregnskogarna i världen. Avverkning sker vanligen i lågländerna då dessa områden är lättare att nå och innehåller de största och de ekonomiskt sett mest värdefulla träden. Men dessa habitat är också vanligen de med störst biologisk mångfald. Så även om ungefär hälften av de tropiska regnskogarna på jorden finns kvar, är de skogar som finns kvar ofta för små för att upprätthålla den ursprungliga naturliga biologiska mångfalden. Särskilt större däggdjur behöver stora habitat fria från mänsklig påverkan. Tyvärr innebär detta att även turismen, det ekonomiska incitamentet för Costa Rica och andra länder att skydda och bevara områden, hotar den långsiktiga biologiska mångfalden.

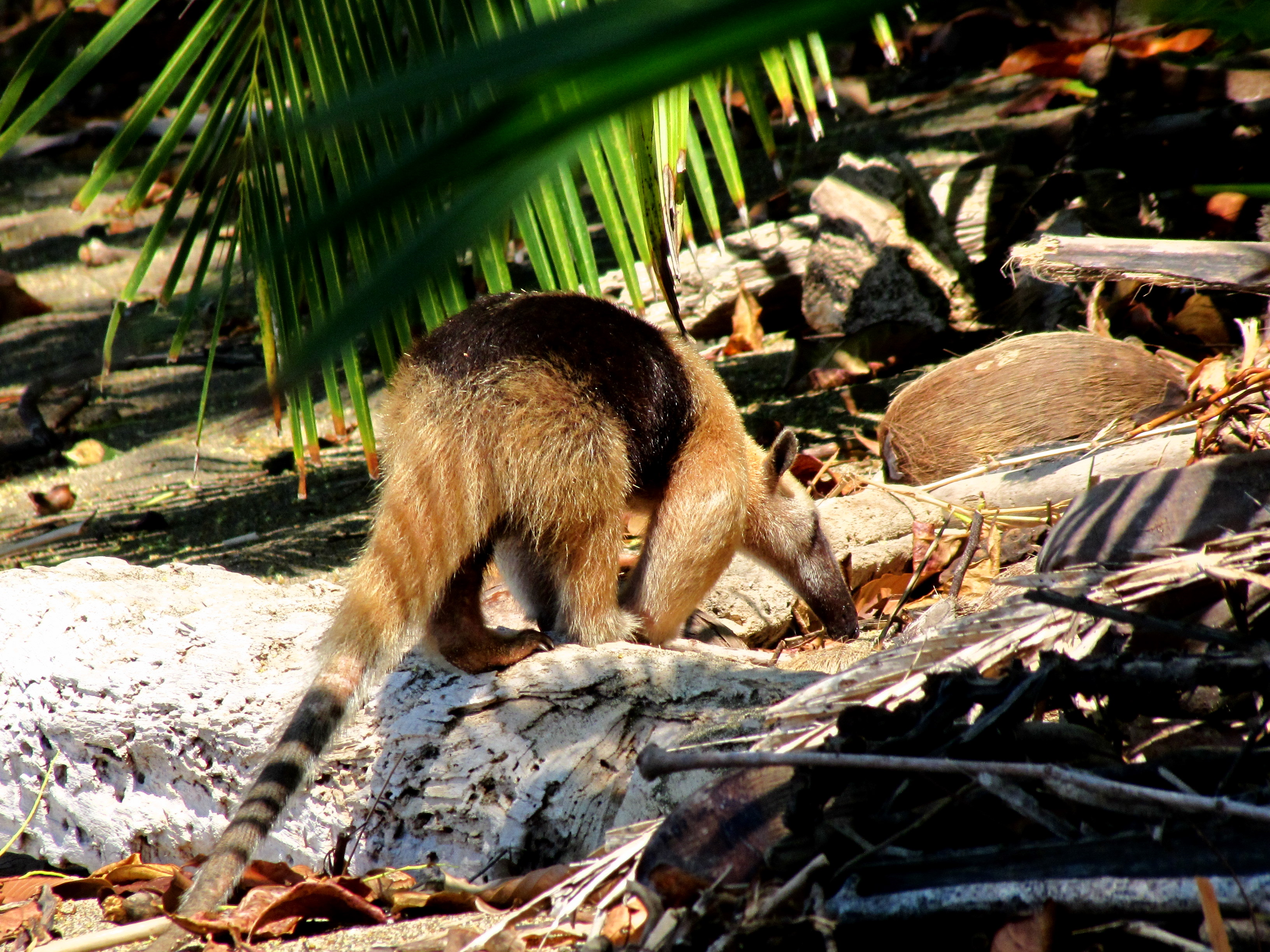
Tamandua.

I Corcovado finns en stor population med den hotade Centralamerikansk tapiren och även en mindre population med den sällsynta harpyjan. Parkens floder och laguner är hem för populationer av såväl spetskrokodiler som glasögonkajmaner. Här finns också tjurhajar. Corcovado är även en av de sista fästena för jaguaren i Centralamerika och flera andra kattdjur finns här också, däribland ozelot, margay, jaguarundi och puma. Costa Ricas fyra aparter kan ses i parken (rödryggad dödskalleapa, kapucinapa, mantelvrålapa och röd spindelapa).
Andra förekommande däggdjur  är Hoffmanns tvåtåiga sengångare och Brunstrupig tretåig sengångare, pekarisvin, nordlig tamandua och dvärgmyrslok. Pilgiftsgrodor och flera ormarter (däribland den giftiga lansormen och hålormar) är också vanliga i nationalparken.
Den omfattande djurlivet kan delvis förklaras av alla vegetationstyper, minst 13 till antalet, däribland bergsskog (över halva parken), molnskog, palmträsk och mangrove, som tillsammans innehåller över 500 trädarter. Ett annat skäl till mångfalden (som för hela Costa Rica) är att parken ligger i en nord-sydlig korridor för flora och fauna; en del av den landbrygga som länkar samman Nordamerika och Sydamerika.

## Besök

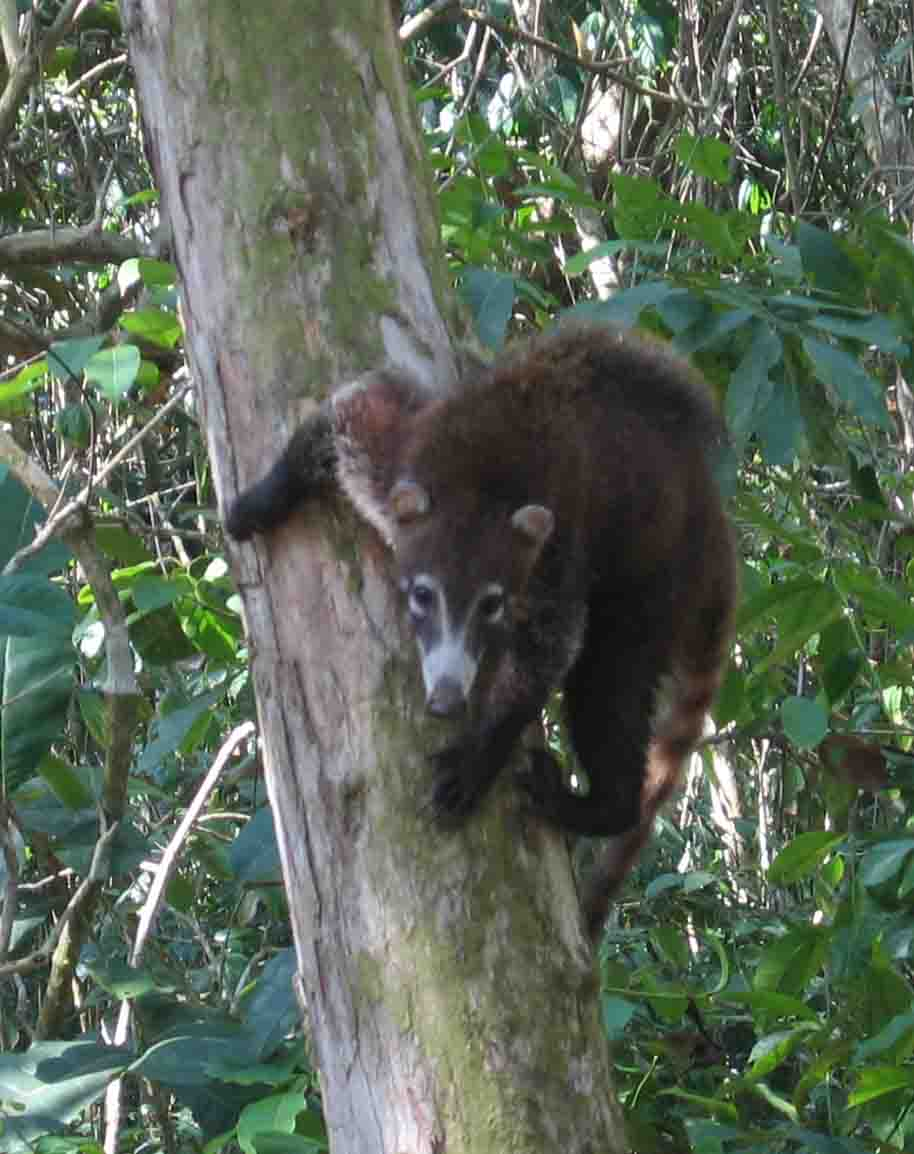
Näsbjörn.

När man besöker ett känsligt naturområde ska man se till att rengöra sin utrustning (speciellt sulorna på skor/stövlar och tält) innan man går in för att minska risken att introducera frön utifrån.
Corcovado nationalpark är öppen för allmänheten och kan besökas såväl som dagsutflykter som för övernattningsbesök. I januari 2009, var avgiften 10 dollar per person för icke-medborgare. Bokningar för övernattningsbesök i parken kan göras i Puerto Jiménez på halvöns östkust. Man kan campa eller bo inomhus på en av skogvaktarstationerna. Om man önskar enklare måltider, bör dessa beställas cirka en vecka före. Observera att forskare har företräde framför besökare (även om det vanligen är tillräckligt med utrymme självhushållscampare).
Man kan göra dagsbesök i parken från flera övernattningsalternativ på både norra och södra ingången till parken. Man kan även delta i organiserade exkursioner som flyger in i parken. Till parken kan man ta sig via Puerto Jiménez eller Drake Bay. Dessa två städer fungerar som huvudingångsplatser till parken. Det finns två leder, en kustled och en inlandsled, fyra skogvaktarstationer där man kan stanna över natten; tre vid parkens ingångar och en där de två lederna korsar varandra. En led gång från nordväst till sydost längs kusten till Estación La Leona, med Estación Sirena ungefär halvvägs. Den andra leden går inåt land från Estación Sirena till Estación Los Patos i östra änden av parken. Man kan flyga in i parken (med chartrade flygplan) till Estación Sirena, varifrån man kan följa relativt korta ringleder. Carate (nära Estación La Leona), har även en landningsbana och en väg till Puerto Jimenez. För att gå genom parken behöver man vara ha hyfsad kondition, planerat väl och räknat med två eller tre dagars vandring och vara försiktig. Under regnperioden (juli till november) kan delar av parken vara stängd.

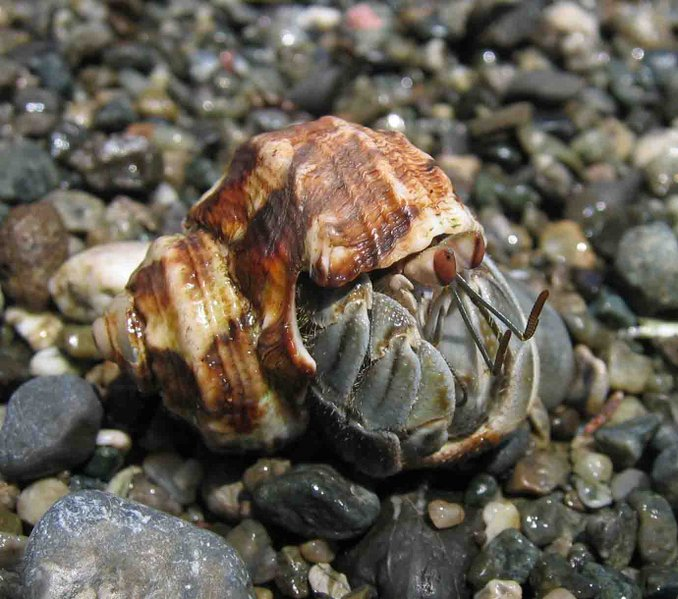
Eremitkräfta

Längs kustleden finns flera floder som man måste vada över. Dessa floder kan vara väldigt farliga om man går över dem när det är högvatten eller om man är oerfaren. Rio Sirena anses allmänt som den farligaste att passera, främst då den rinner direkt ut i den stora Laguna Corcovado i nationalparkens mitt. Tjurhajar finns i floden och kan ibland synas vid flodmynningen under högvatten. Spetskrokodiler finns också i floden, men är små och senare undersökningar tyder på att populationen kan vara mindre än man trott från början. Glasögonkajman finns längre uppströms och i Laguna Corcovado i ett stort antal. Rykten att spetskrokodiler finns i Laguna Corcovado är falska. Rio Claro, som ligger cirka 40 minuter söder om Rio Sirena, sägs vara säkrare, men båda verkar vid anblick vara ungefär lika stora. Små spetskrokodiler och glasögonkajmaner finns också i Rio Claro, dock i mindre antal än i Rio Sirena. Tjurhajar tros inte finnas i Rio Claro. Trots närvaron av dessa rovdjur, utgör den starka strömmen den största risken när man korsar en flod i parken. Uppströms har Rio Claro en populär nattbadplats för guider och deras grupper, därför är det tveksamt om attacker av krokodiler och hajar i denna flod är något att bry sig om. Rio Madrigal, alldeles norr om parkingången, är mycket mindre och kan möjligen hysa glasögonkajmaner. Den undvikande jaguaren är ett stort, vackert och potentiellt skrämmande kattdjur men anses som skygg och harmlös för människor. De är kapabla att ta ner byten som tapirer men verkar vara tillbakadragna och ointresserade i mänskliga aktiviteter.

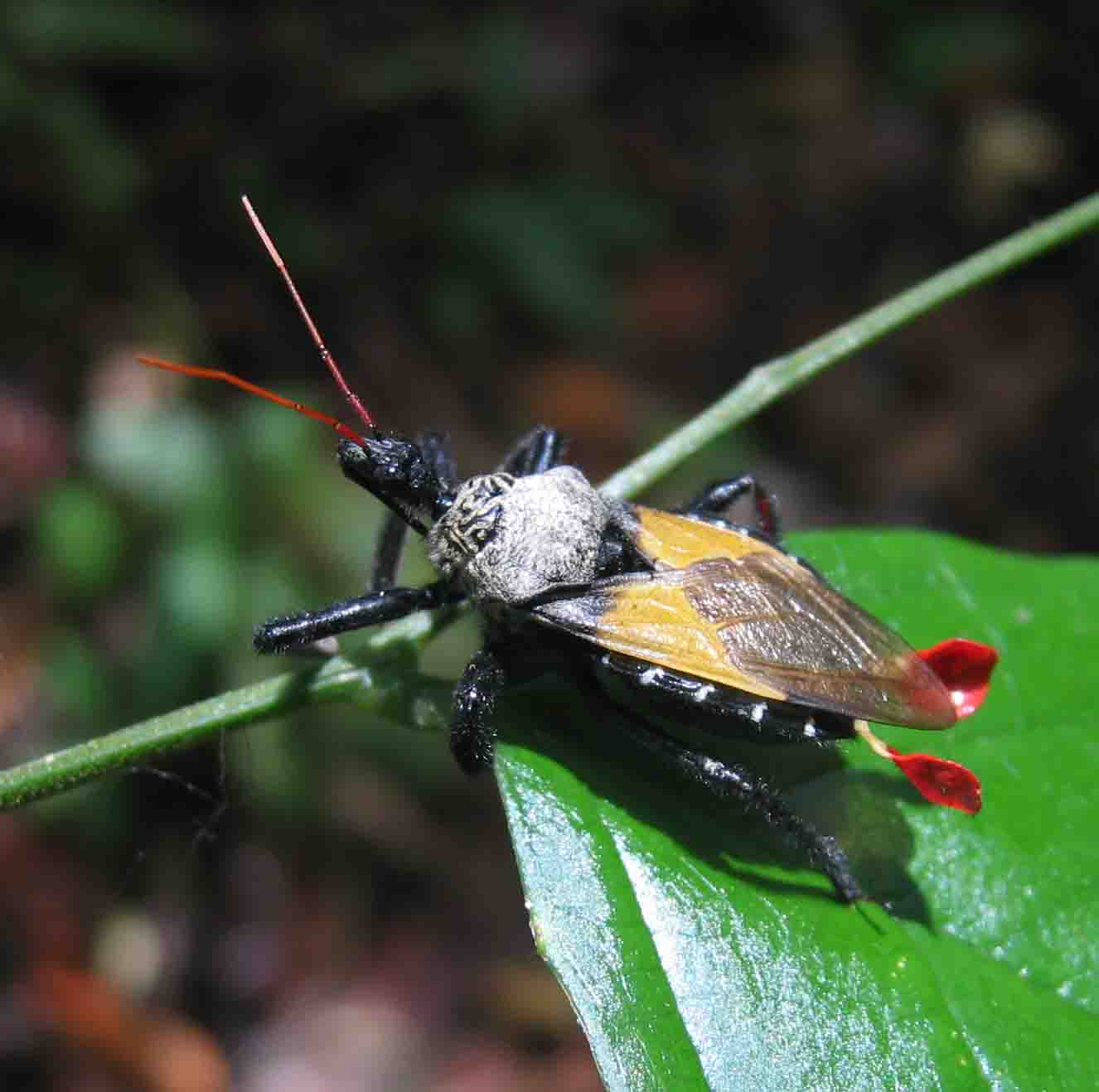
En stor skalbagge (Hemiptera) på inlandsleden

Mest djur kan man kan förväntas se på kustleden, exempelvis röd ara (den största populationen i landet) flyger omkring en, eremitkräftor på stranden, pelikaner som fiskar i havet och på delar som går en liten bit inåt land finns spindelapor, tamanduor, pumor, kapucinapor, neotropiska spillkråkor och näsbjörnar (för att nämna några). Med lite tur kan man även få syn på en tapir även om de är nattdjur. Corcovado är även en bra plats för att få syn på den rödögda bladgrodan, liksom glasgrodan med sin genomskinliga hud och den färgstarka pilgiftsgrodan. Från Estación Sirena kan man följa en mängd olika korta leder, på vilken man också kan göra korta nattvandringar i skogen under vilka man har chansen att få se en tapir. De är imponerande att se men ofarliga om man lämnar dem ifred. Jaguarer finns också och en del kommer ner till stranden nära Madrigal nattetid. Du har stor chans att få se spår efter dem, ibland riktigt färska och i stort antal, men det är väldigt osannolikt att du kommer att få se själva katten. Det vanligaste djuret i parken är den vitnosade näsbjörnen, som man kan förväntas stöta på dussintals gånger på strandvandring mellan La Leona och Sirena, grävandes efter och ätandes på den vanligt förekommande Harlekinlandkrabba.
Inlandsleden till Estación Los Patos går genom sekundär tillväxt stora delar av vägen, men är ändå en vacker vandringsled med aningen mer variation och lättare att gå på utan sand och större flodövergångar.
Andra djur som finns i nationalparken är rödryggad dödskalleapa, mantelvrålapa vrålapa, tvåtåiga och tretåiga sengångare, agutier, jättemyrslok, större hocko, mindre svartvråk, glasögonuggla, kolibri, 220 fjärilsarter, silkesspindlar (som bygger enorma nät), uttrar och tvättbjörnar. Fyra arter havssköldpaddor (grön, olivfärgad, Karettsköldpadda och Havslädersköldpadda) häckar på stränderna.

## Instiftande och hot

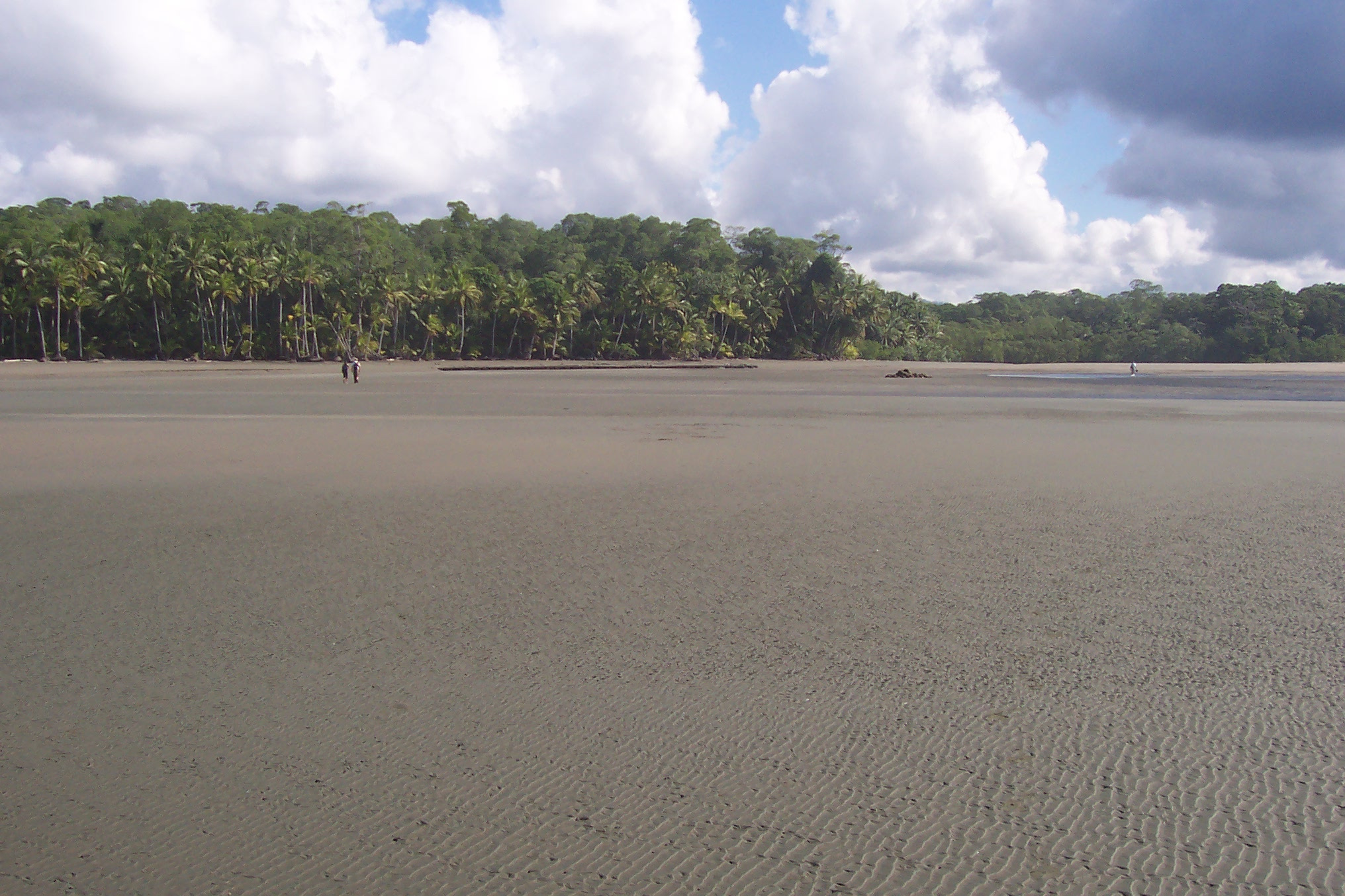
Playa Llorona

På grund av halvöns avlägsenhet, påbörjades avverkning först på 1960-talet. 1975 fanns planer på en stor internationell skogsavverkning. Forskare bad då till Costa Ricas dåvarande president Daniel Oduber att skydda området, vilket han gjorde genom att instifta nationalparken. För detta fick han Albert Schweitzer Award från Animal Welfare Institute. De guldgrävare som redan fanns där tilläts stanna. 1986 hade deras antal växt till omkring 1 000 (deras familjer oräknade), som också bedrev jakt i området. Det bestämdes då att avhysa dem. Trots detta pågår ännu en del illegalt grävande (med mer destruktiva moderna metoder). Illegal avverkning är dock inte så vanlig, men träd som tas bort är sällsynta och nödvändiga för ekosystemet.
Växande turism har lett till en ökad mänsklig närvaro i parken, som kan hota den långsiktiga överlevnaden för parkens större däggdjur. För att hjälpa till att bekämpa hotet av överexponering, har myndigheter och olika intressegrupper (såsom Conservation International, Nature Conservancy, Världsnaturfonden WWF–U.S., organisationer  som värnar om regnskogarna i flera länder, Catholic Relief Service, Organization of American States samt regeringar i flera länder) gått samman för att stötta naturvården.

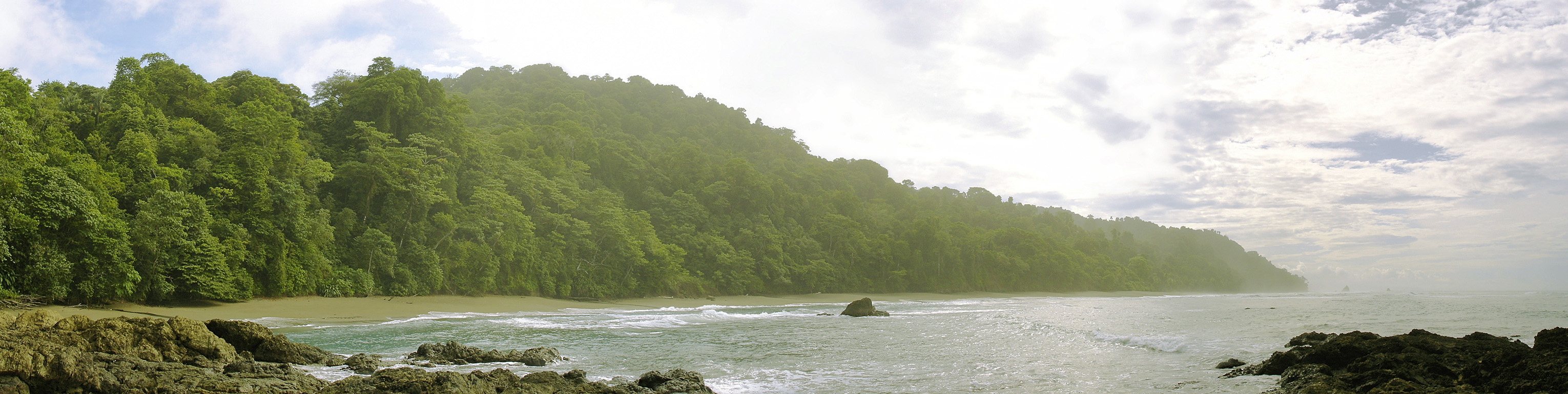
Kusten i Corcovado nationalpark mellan skogvaktarstationerna Sirena och La Leona.